# Auschwitz-Monowitz
Auschwitz-Monowitz (ook Auschwitz III, Arbeitslager Monowitz, Buna Lager en Konzentrationslager Monowitz) was het laatste van de drie grote kampen van het concentratiekampcomplex Auschwitz. Officieel was Auschwitz III een subkamp, maar vanwege de grootte werd het ook wel als hoofdkamp gezien. Het was een werkkamp, met vestigingen van bedrijven als IG Farben en Krupp Stahl. De Italiaanse schrijver Primo Levi schreef over zijn ervaringen in Auschwitz-Monowitz het aangrijpende boek Se questo è un uomo (Is dit een mens), dat in 1947 verscheen.

## Plannen

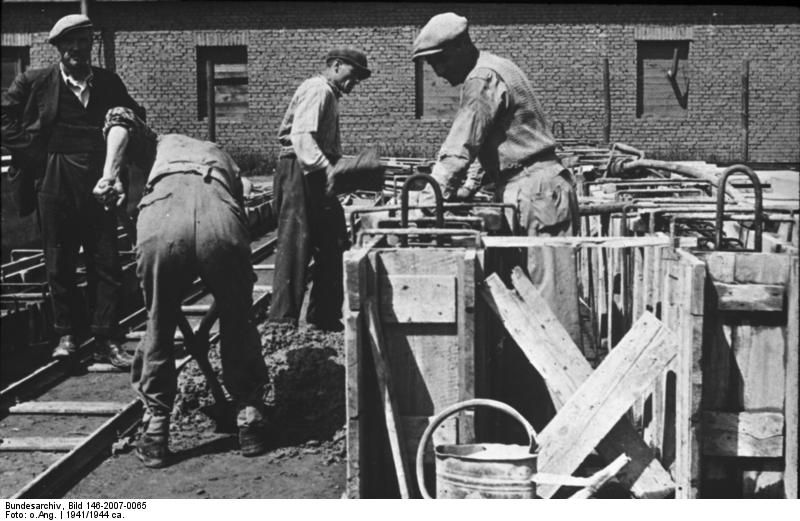
Dwangarbeiders aan het werk in Auschwitz III

De bouw van Auschwitz III is onlosmakelijk verbonden met de plannen die IG Farben had. IG Farben wilde namelijk een derde grote fabriek voor synthetisch rubber (Buna) bouwen. Daarnaast zouden er nog diverse andere fabrieken moeten verrijzen. De fabrieken zouden in Silezië moeten komen, omdat dat gebied buiten het bereik van de geallieerde bommenwerpers lag. Na diverse plaatsen te hebben bekeken, viel in december 1940 de keuze op het gebied tussen de stad Auschwitz en de dorpen Dwory en Monowitz. Dit gebied was vlak en er waren goede spoorwegverbindingen en een rivier in de buurt. Bovendien kon men in de buurt ruwe grondstoffen winnen, zoals kolen, zout en kalk. Daarnaast speelde het nieuw opgezette kamp Auschwitz I eveneens een rol: men zou op termijn arbeiders van daar kunnen overplaatsen naar de fabrieken.
IG Farben maakte de plannen tussen februari en april 1941 gereed en kocht het stuk land. De Polen die in het gebied woonden werden uit hun huis gezet en niet gecompenseerd. Tegelijkertijd werden de Joden (en enkele lokale Polen) uit de stad Auschwitz verdreven en werden hun huizen in beslag genomen. Deze huizen werden doorverkocht aan IG Farben, dat de woningen gebruikte om arbeiders in te huisvesten. Uiteindelijk kwam IG Farben met de SS overeen dat het gevangenen uit Auschwitz-I zou huren voor de prijs van drie à vier Reichsmark per dag.

## Beginfase
De belangrijkste fabriek van IG Farben, die voor het maken van synthetisch rubber, was operationeel vanaf 1942. In de resterende oorlogsjaren werd in deze fabriek echter helemaal geen synthetisch rubber geproduceerd. Dit had te maken met bombardementen van de geallieerden, waardoor de aanvangsdatum steeds weer werd uitgesteld.
In het voorjaar van 1942 moesten de arbeiders dagelijks vanuit het Stammlager naar Monowitz gaan om daar te werken in de fabrieken. Toen op 21 juli 1942 in het Stammlager en in Birkenau een vlektyfusepidemie uitbrak, mochten de dwangarbeiders tijdelijk niet werken. De Duitsers waren echter bezorgd over het verlies van de arbeidscapaciteit en besloten daarom in Monowitz barakken neer te zetten. De vertraging bij de aanlevering van voldoende prikkeldraad zorgde ervoor dat de opening van het kamp diverse malen werd uitgesteld. Op 26 oktober 1942 arriveerden de eerste gevangenen in Monowitz en begin november was de populatie van het kamp al opgelopen tot tweeduizend personen. Vanaf dat moment was Auschwitz III-Monowitz naast een werkkamp ook een concentratiekamp.

## Uitbouw

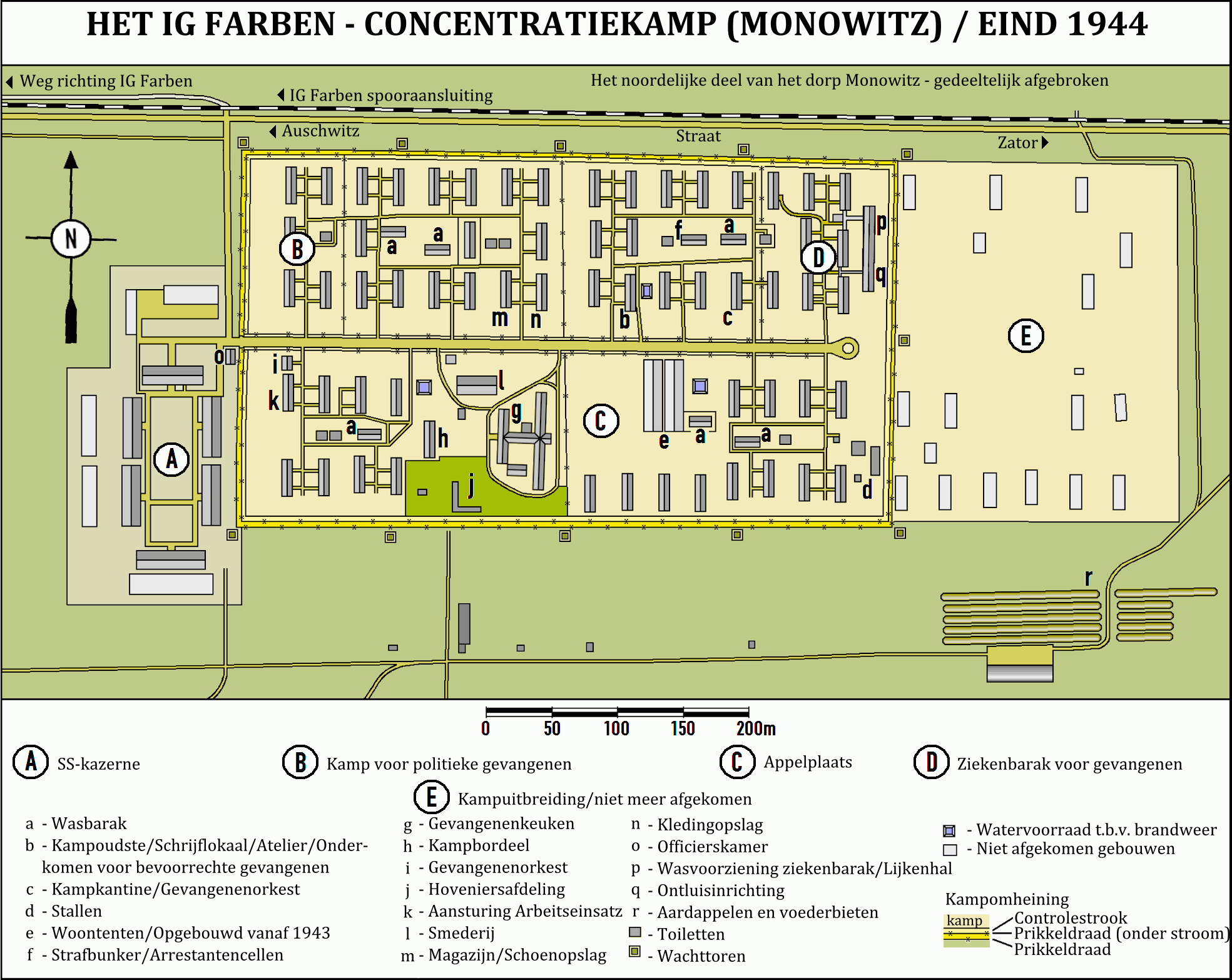
Plattegrond van Auschwitz III

In de zomer van 1943 was de uitbreiding van het kamp vrijwel geheel voltooid. Slechts vier van de zestig barakken waren toen nog niet klaar, maar ook deze werden binnen een jaar afgemaakt. Het kamp groeide geleidelijk en in december 1942 was het aantal gevangenen gestegen tot 3500. In de zomer van 1943 was dit aantal bijna verdubbeld ruim zesduizend. Het hoogtepunt werd bereikt in juli 1944, toen het kamp meer dan elfduizend gevangenen van voornamelijk Joodse herkomst telde.
Het aantal gevangenen bleef maar groeien, ondanks het hoge sterftecijfer in het kamp. Verzwakte gevangenen werden teruggestuurd naar het Stammlager of naar Birkenau. De directeuren van de bedrijven die waren gevestigd in Monowitz waren van mening dat de barakken niet dienden om zieken en zwakken in te huisvesten.
Auschwitz III bleef in werking tot een week voor de bevrijding door het Rode Leger op 27 januari 1945.

## Subkampen

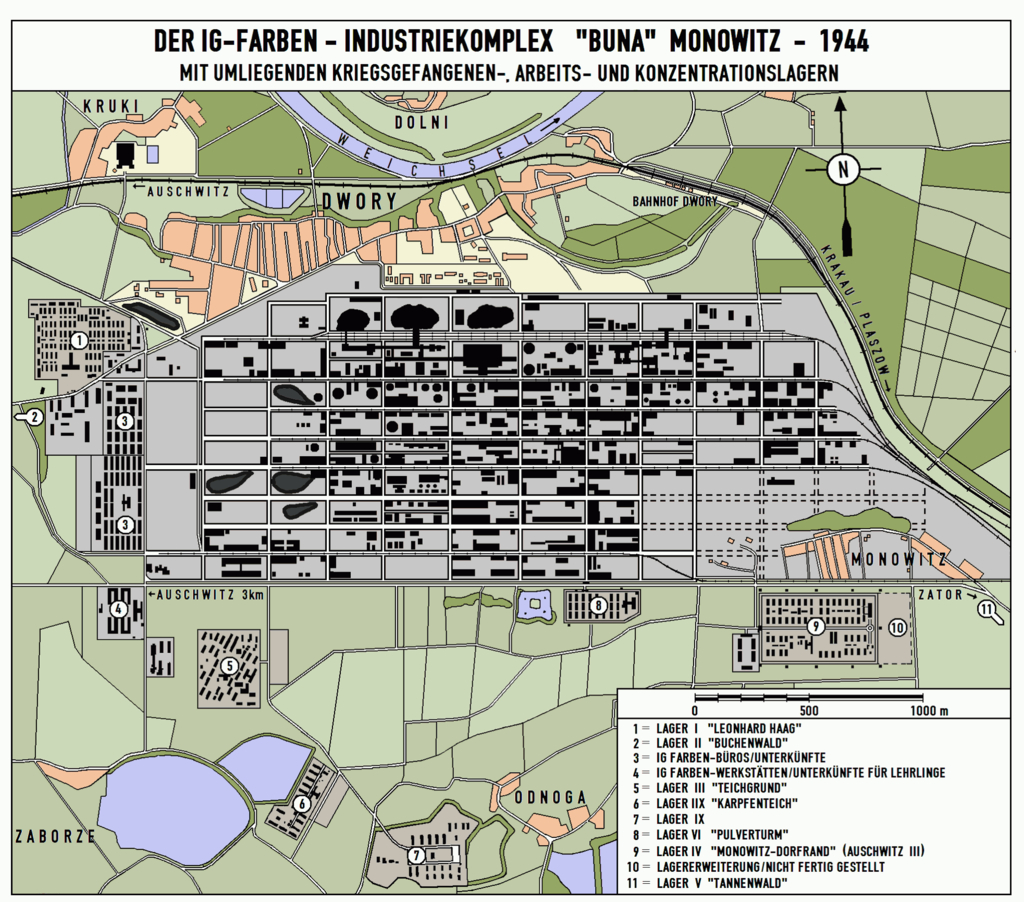
De subkampen rondom de directe omgeving van het industriecomplex.

In totaal werden in de omgeving van Auschwitz III veertig kampen gevestigd waar gevangenen dwangarbeid moesten verrichten in de wapenindustrie, landbouw en constructie. Vanaf de administratieve herindeling van Auschwitz in november 1942 viel het bestuur van al deze subkampen onder Auschwitz III.
Enkele subkampen waren:
- Bobrek ten behoeve van werk voor Siemens AG
- Laurahütte voor luchtafweergeschut
- Jawischowitz voor mijnbouw
- Lagischa voor de bouw van een thermische elektriciteitscentrale
- Althammer, thermische elektriciteitscentrale

## Sterftecijfer en selecties
Hoewel Monowitz geen vernietigingskamp was, had het een opvallend hoog sterftecijfer. Van de bijna vierduizend gevangenen die eind 1942 in het kamp waren, leefden er in februari nog maar tweeduizend. De leiding van het kamp drong aan op een betere medische verzorging van de gevangenen, maar weigerde om te investeren in een betere uitrusting van het gevangenenziekenhuis en was van mening dat voor de zieken niet hoefde te worden doorbetaald.
Tot oktober 1944 werd ook in Auschwitz III-Monowitz aan selecties gedaan. Er werden 7.295 dwangarbeiders wegens ziekte of verzwakking teruggestuurd naar het Stammlager, waar de meeste van hen omkwamen in de gaskamers. Er wordt aangenomen dat er 20 000 tot 25 000 gevangenen van Auschwitz III om het leven zijn gekomen. Hierbij dient te worden opgemerkt dat dit gaat om personen die in Auschwitz III zelf om het leven zijn gekomen en niet om personen die na terugzending in het Stammlager omkwamen.